# ستيف دوني
ستيف دوني هو لاعب هوكي جليد كندي، ولد في 3 أبريل 1987 في نيوماركت في كندا.

## وصلات خارجية
- ستيف دوني على موقع دوري الهوكي الوطني (الإنجليزية)
- ستيف دوني على موقع قاعة مشاهير الهوكي (لاعب أن.إتش.أل) (الإنجليزية)
- ستيف دوني على موقع EliteProspects.com (الإنجليزية)
- ستيف دوني على موقع HockeyDB.com (الإنجليزية)
- ستيف دوني على موقع Hockey-Reference.com (الإنجليزية)